# کلودنباخ
کلودنباخ (به آلمانی: Kludenbach) یک شهر در آلمان است که در راین-هونسروک واقع شده‌است. کلودنباخ ۱۱۴ نفر جمعیت دارد.